# 단순고륜공주
단순고륜공주(중국어: 端順固倫公主, 1825년 4월 8일 - 1835년 12월 27일)는 도광제의 3녀이다.

## 생애
도광 5년 (1825년) 2월 20일 인시에 태어났으며, 생모는 전귀비 뉴호록씨이다.
도광 15년 (1835년) 11월 8일, 11세의 나이로 세상을 떠났다.
도광제는 "3공주는 11살이다. 자질이 민첩하고 지혜롭다. 금일 이달 초하룻날에 별세하였다. 애석하지만, 공주를 단순고륜공주로 봉한다. 내무부 대신 희은과 경리 업무를 총괄하도록 파견한다. 모든 것은 고륜공주의 관례에 따라 처리한다"고 말했다. 도광제는 과일 상차림을 허락했다. 그리고 직접 두 번이나 단순고륜공주의 빈소에 가서 술을 올렸다.
빈소에 건청궁 수령 1명, 내감 5명, 원명원 수령 2명, 내감 6명을 보내고, 나머지는 보낼 필요가 없다 했다. 함께 청괘를 입고, 영운(缨云)을 뗄 필요가 없다 했다. 같은 해 11월 20일 미정에 황후 등이 길상소의 3공주의 영전에 제사를 지내고, 미정삼각에서 선종이 제사를 내리고, 승평서 총관이 이를 수행하였다. 이미 세상을 떠난 공주의 언니인 단민고륜공주는 이미 청동릉에 원침을 세웠고, 역시 일찍 죽은 도광제의 차녀, 차남, 3남은 모두 큰언니인 단민고륜공주의 원침에 묻혔다. 그러나, 도광제는 함께 요절한 단순고륜공주도 언니의 원침에 묻히는걸 원치 않았고, 공주의 원침을 지어야한다고 고집을 부렸기에, 공주는 진가문원침에 묻었고, 도광제가 청서릉에 자신을 위해 세운 모릉 동남쪽, 정가구산 앞, 원침은 산을 등지고 중역수하를 향하고 있다.
도광 16년에는 "단순고륜공주원침. 400여 그루의 소나무와 향나무를 심어야한다. 즉, 이전에 파견된 문서, 광량, 주관한 문서이다. 비용이 들지 않으며 모든 이식 관개 및 고정 수명이다. 명경이 주창한 규약에 따라 처리한다(端顺固伦公主园寝。应种松桧树四百余株。即著前经派出之文连、广亮、承办。毋庸开销。所有一切移栽灌溉及保固年限。悉照廉敬所奏章程办理)"고 밝혔다.
원침이 수리된 후, 도광 18년과 19년에 도광제가 능을 보러 왔을 때, 두번 더 단순고륜공주원침에 제사를 지냈다.
공주원침은 현재 남아있지 않다. 하지만, 공주의 언니인 단민고륜공주는 청동릉 안뜰에 원침 규제가 낮아, 석상생, 화표, 비석도 없다. 봉분은 완전히 벽돌로 쌓아서 수미좌조차 없다.

## 참고사료
- 《청사고(清史稿) · 권166 · 표6 · 공주표》